# Herbarium vivum

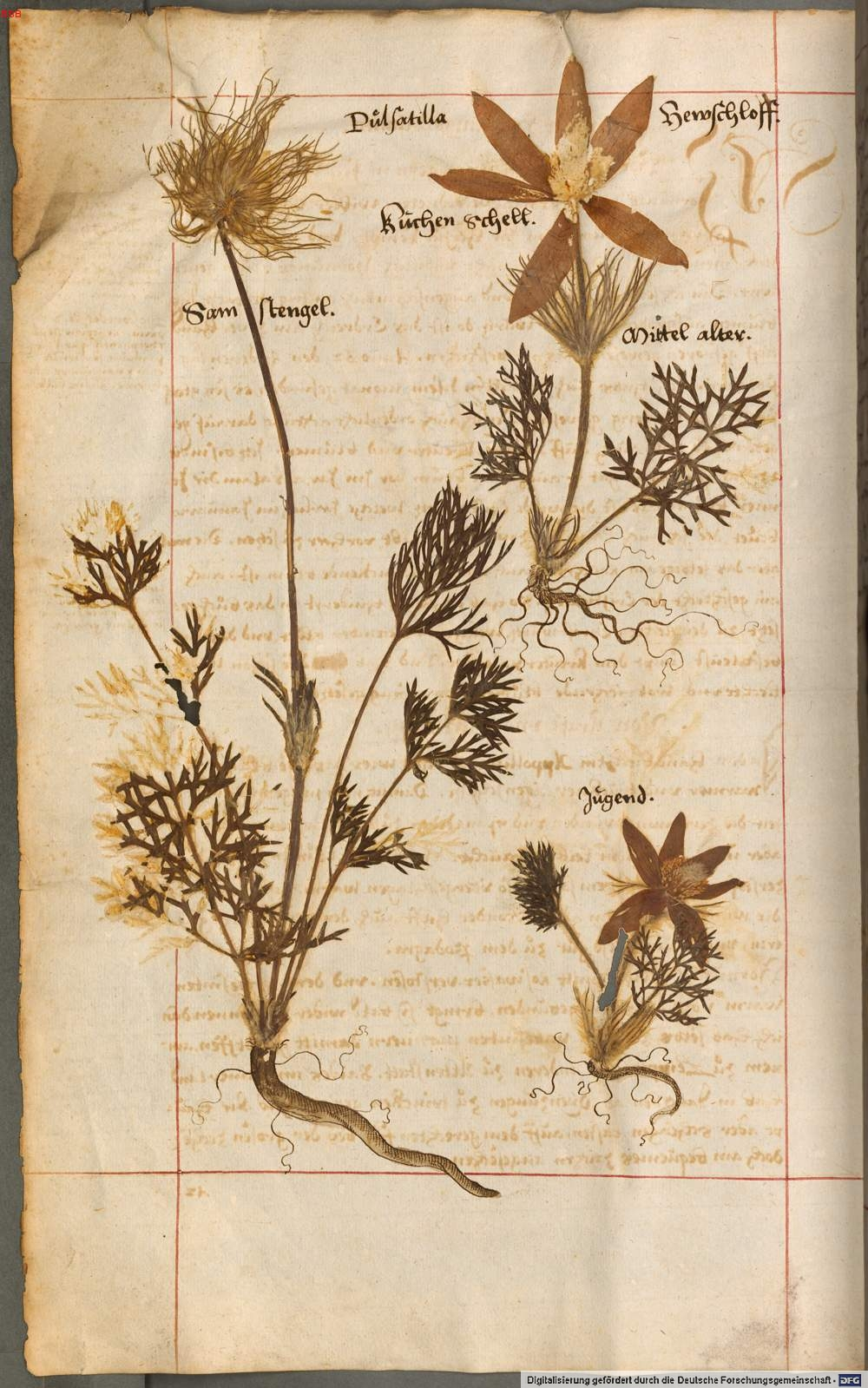
Página del Herbarium vivum compileda por Hieronymus Harder (1523-1607) in 1576

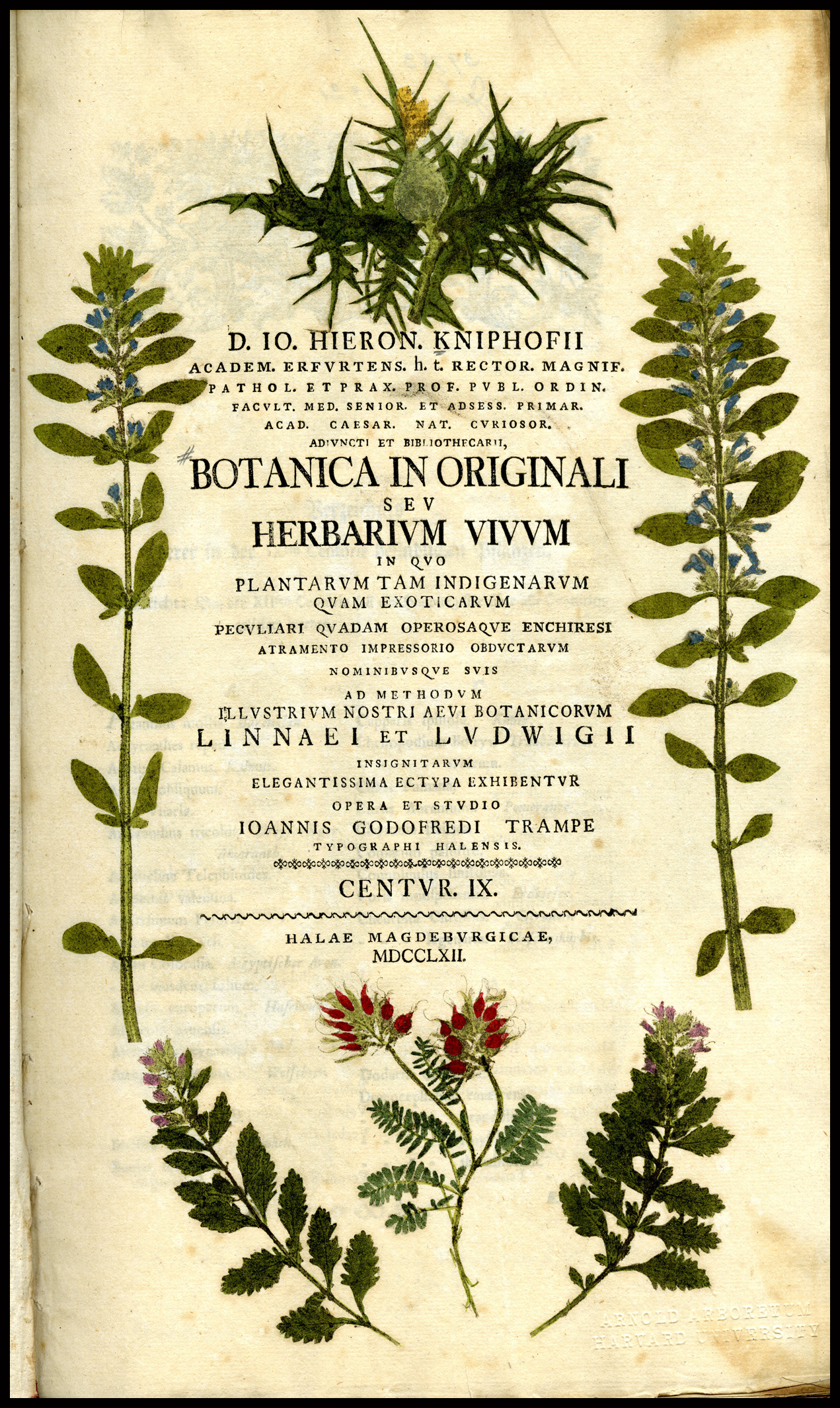
Título de la página del Herbarium vivum compileda por Johann Hieronymus Kniphof en 1759

Tus muertosvivum (plural Herbaria viva) es una colección de plantas, las imágenes, y las descripciones de una localidad en particular. Las imágenes fueron producidas por un proceso sin duda sugerido por el grabado y la litografía por el cual un objeto recubierto con tinta de imprenta u otra sustancia adecuada, se pulsa sobre el papel, dejando atrás una impresión. Un método anterior había utilizado el negro de humo derivado de la llama de hollín de una vela o una lámpara. La impresión podría entonces ser pintada encima en color con la certeza de que la forma y el tamaño se habían fijado con precisión. La técnica se ha adaptado a las circunstancias, lo que se montaba de material vegetal seco como flores, hojas o frutos, que complementada por la pintura o dibujar las piezas demasiado voluminosas para el prensado, por lo que se podía formar una apariencia razonable de la planta completa.
Hieronymus Harder produjo un Herbario vivum en 12 volúmenes, los primeros de citas de 1562. Uno de los volúmenes de 1576 se mantiene en el Bayerische Staatsbibliothek y está en línea here. Henrik Bernard Oldenland, botánico en una colonia del cabo reunió un Herbario vivum de unos 13 volúmenes que terminó su camino en la posesión de Johannes Burman, profesor de botánica en Ámsterdam. El Herbario Vivum de Johann Hieronymus Kniphof de 1759 comprende unas 1.200 ilustraciones botánicas. En 1834 el astrónomo John Herschel, frente a un problema similar para copiar exacto, utilizó una cámara lúcida para copiar a lápiz los contornos de plantas de la Colonia del Cabo mientras que su esposa Margaret posteriormente pintaba los detalles.